# Furnicari
Furnicari – wieś w Rumunii, w okręgu Bacău, w gminie Tamași. W 2011 roku liczyła 527 mieszkańców.